# Рейвен Алексіс
Лінда Енн Гопкінс (англ. Linda Ann Hopkins; 26 січня 1987 — 23 березня 2022), відома як Рейвен Алексіс (англ. Raven Alexis) — американська порноакторка, порнопродюсерка, підприємиця, кіноакторка та геймерка.

## Порноіндустрія
Почала зніматися як еротична і фетиш модель в 2007 році. У 2009 році заснувала порностудію Raven Alexis Productions і незабаром підписала контракт з порностудією Digital Playground до кінця 2010 року. Після закінчення контракту продовжила зніматися в порнофільмах, в основному в жанрі пародії. У 2011 році журнал Complex поставив її на 88 місце в списку «100 найгарячіших порноакторок (прямо зараз)».

## Життєпис
8 липня 2011 року Рейвен оголосила про вихіл з порноіндустрії через рак печінки. Пізніше вона оголосила, що повністю вилікувалася.
Померла 23 березня 2022 від хвороби Крона.
Була одружена, виховувала чотирьох дітей.

## Премії і номінації
- 2010 NightMoves Awards — Краща нова старлетка, вибір фанатів[11]
- 2010 номінація на AVN Award — Краща нова вебстерлетка[12]
- 2011 номінація на XBIZ Award— Нова старлетка року[13]
- 2011 номінація на AVN Award — Краща нова старлетка[14]
- 2011 номінація на AVN Award — Краща сцена стриптизу — Asslicious 2
- 2011 номінація на AVN Award — Краща сцена тріолізму (Ж/Ж/М) — Fly Girls
- 2011 AVN Award — Краща сцена групового сексу — Body Heat[15]
- 2011 AVN Fan Award — Найкраща дика сцена сексу — «Body Heat»[16]
- 2012 XBIZ Award — Краща актриса другого плану — Top Guns[17]
- 2012 номінація на AVN Award — Краща сцена групового сексу — Orgy: The XXX Championship[18]